# Ораниенбаумское шоссе
Ораниенба́умское шоссе — шоссе в Петергофе и Ломоносове. Идёт от Ораниенбаумского спуска и переходит в Морскую улицу Ломоносова. Является частью Петергофской дороги.

## История
Петергофская дорога, частью которой является Ораниенбаумское шоссе, заложена в 1710 году как тракт, соединяющий Санкт-Петербург с загородными императорскими резиденциями: Стрельной, Петергофом и Ораниенбаумом.
25 июля 2012 года возвращено историческое название начальной части Ораниенбаумского шоссе — Ораниенбаумский спуск.

## Магистрали
Шоссе граничит или пересекается со следующими магистралями:
| 1. Ораниенбаумский спуск 2. Нижняя дорога 3. Дивеевская улица | 1. Елизаветинская улица 2. Красноармейский переулок 3. Морская улица |

## Достопримечательности

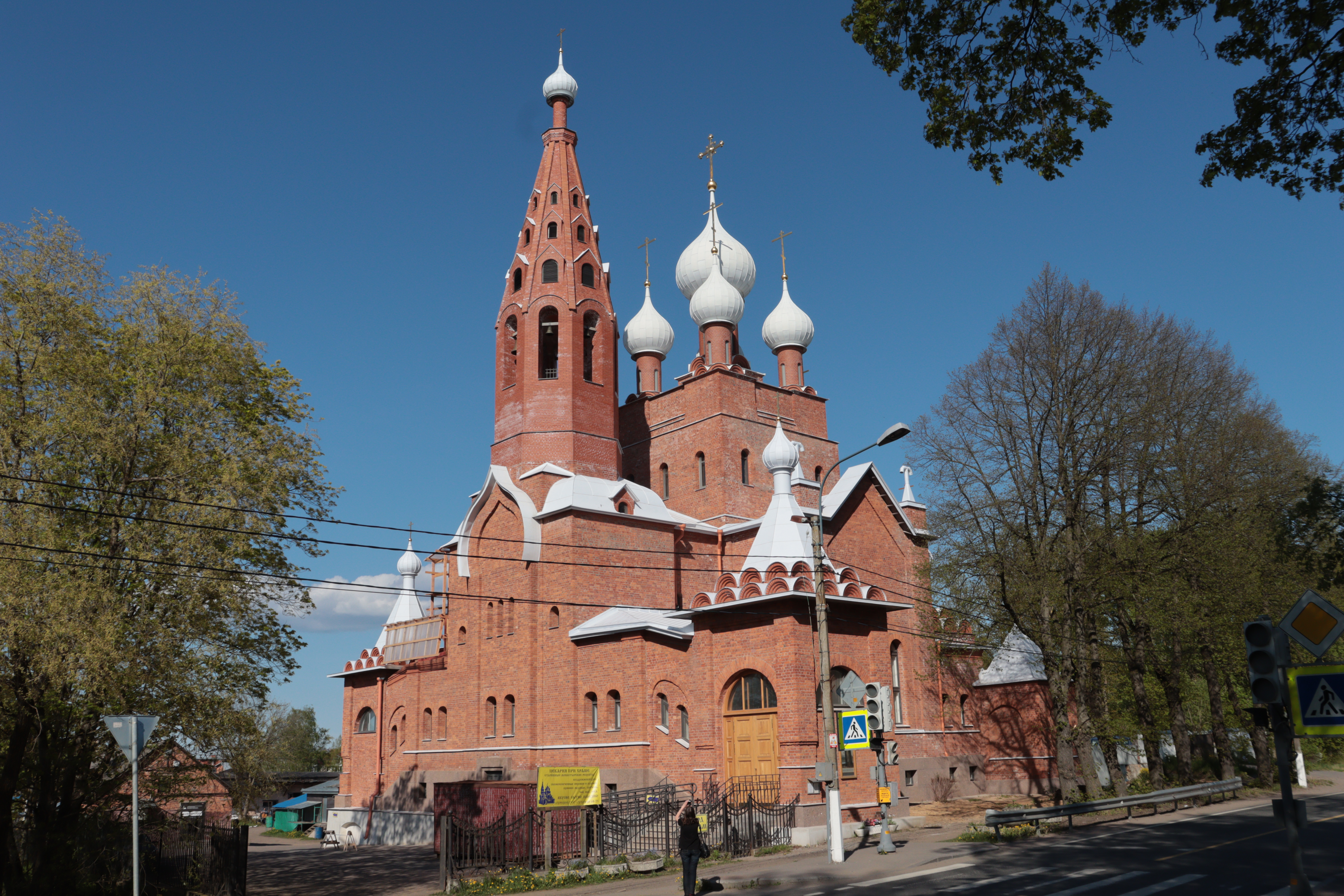
Церковь святого преподобного Серафима Саровского

Вдоль Ораниенбаумского шоссе находятся:
- № 11 — Храм св. Серафима Саровского (бывшее подворье Дивеевского монастыря)
- Усадьба Сергиевка
- Парк Ольденбургского
- Дворцово-парковый ансамбль «Собственная дача»
- Церковь Святой Троицы
- Лютеранская церковь
- Костёл[2][4]

## Транспорт
Остановки городских автобусов № 200, 348, 349, пригородного автобуса № 401 и маршрутного такси № 401А: «Просвещение», «Биологический институт», «Цветоводческий питомник», «Мордвиновка» и другие.